# Trudi Schmidt
Trudi Schmidt (* 13. Juli 1935 in Neunkirchen (Saar)) ist eine deutsche Politikerin (CDU).
Schmidt wurde 1971 CDU-Mitglied und gehörte 20 Jahre dem Gemeinderat von Spiesen-Elversberg an. Sie rückte am 9. September 1989 in den Deutschen Bundestag nach, wurde 1990 über die saarländische Landesliste der CDU wiedergewählt und gehörte dem Parlament bis 1994 an.
Schmidt ist verheiratet, hat zwei Kinder und wohnt in Spiesen.

## Quelle
- Deutscher Bundestag: Verzeichnis der Mitglieder des Deutschen Bundestages und Personenverzeichnis. Stand: 28. September 2011. Abgerufen am 17. November 2011.